# Audio News
A Audio News é um estúdio de dublagem brasileiro. Fundado pelo empresário Ricardo Ribeiro, o estúdio pertencia a ele e a Marco Ribeiro, seu sobrinho. Em 2009, Ricardo vendeu sua parte na empresa a Marco, encerrando suas atividades no estúdio. A sede da empresa fica no Alto da Boa Vista, na cidade do Rio de Janeiro.[carece de fontes?]

## Principais produções dubladas pela Audio News

### Séries
- Drake & Josh[2]

### Desenhos e animes
- Os Simpsons[3] (18ª temporada em diante)
- Os Vegetais (para VHS e os primeiros DVDs)
- Sonic Boom[4]
- ThunderCats[5]
- Big Nate
- Pedra, Papel, Tesoura